# Mats Levén
Mats Levén (Göteborg, 11 settembre 1964) è un cantante heavy metal svedese.

## Discografia

### Swedish Erotica
- 1989 - Swedish Erotica
- 2005 - Too Daze Gone

### Treat
- 1992 - Treat
- 1999 - Muscle In Motion [bootleg]
- 2006 - Weapons Of Choice 1984-2006

### AB/CD
- 1995 - Cut the Crap!

### Abstrakt Algebra
- 1995 - Abstrakt Algebra
- 2008 - Abstrakt Algebra II (Uscito come disco bonus dell'album rimasterizzato Dactylis Glomerata, dei Candlemass)

### Yngwie Malmsteen
- 1997 - Facing the Animal
- 1998 - Live!!

### Dogface
- 2000 - Unleashed
- 2002 - In Control

### Krux
- 2002 - Krux
- 2006 - II

### At Vance
- 2003 - The Evil in You
- 2005 - Chained

### Therion
- 2004 - Lemuria
- 2004 - Sirius B
- 2007 - Gothic Kabbalah

### Jupiter Society
- 2008 - First Contact Last Warning
- 2009 - Terraforming

### Altri album
- Southpaw - Southpaw (1998)
- Pontus Norgren - Damage Done (1999)
- Sabbtail - Nightchurch (2004)
- Fatal Force - Fatal Force (2006)
- Amaseffer - Slaves For Life (2008)

### Partecipazioni
- Svullo - För Fet För Ett Omslag (2003 - vocals on 2 songs)
- Leif Edling - The Black Heart Of Candlemass (2003 - vocals on 6 Abstrakt Algebra demos including White Heat Red Hot)
- Various Artists - The Sweet According To Sweden (2004 - vocals on Sweet Fanny Adams)
- Audiovision - The Calling (2005 - lead and backing vocals)
- The Bear Quartet - Eternity Now (2006 - vocals on 2 songs)
- Essence Of Sorrow - Reflections Of The Obscure (2007 - vocals on 5 songs)
- Nuclear Blast Allstars - Into The Light (2007 - vocals on Death Is Alive)
- Crucified Barbara - Til Death Do Us Party (2009 - vocals on Jennifer)
- Crash The System - All Because Of You (2009)

### Corista
- Lion's Share - Lion's Share (1994)
- Conny Bloom's Titanic Truth - Titanic Truth (1996)
- Lion's Share - Two (1996)
- Vildsvin - Iskallt Begär (1997)
- Zifa - The Last Dog (1997)
- John Norum - Slipped Into Tomorrow (1999)
- Jessica Folcker - Dino (2000)
- Alfonzetti - Ready (2000)
- Little Chris - At Last... (2002)
- Adam Thompson - Reconnected (2004)
- Gypsy Rose - Gypsy Rose (2005)
- Narnia - Enter The Gate (2006)
- The Poodles - Metal Will Stand Tall (2006)
- Lion's Share - Emotional Coma (2007)
- Apocalyptica - Worlds Collide (2007)

### Tribute album
- A Salute To AC/DC (1999)
- Power From The North (1999)
- A Tribute To Grand Funk Railroad (2000)
- The Spirit Of The Black Rose (2001)
- Bajen Forever (2001)
- Blackmore's Castle (2003)